# 烏鰺
烏鰺（学名：Parastromateus niger）又稱烏鯧，俗名為黑鯧，為烏鰺屬下的唯一物種，属輻鰭魚綱鰺形目鰺科，因其外形類似於鯧科，故也曾被归类于鯧科，但两者的实际亲缘关系甚远。

## 分布
本魚分布於印度西太平洋區，包括東非、紅海、波斯灣、馬達加斯加、馬爾地夫、斯里蘭卡、印度、安達曼海、日本、中國沿海、台灣、菲律賓、越南、泰國、馬來西亞、印尼、澳洲、馬里亞納群島、馬紹爾群島、帛琉、新幾內亞、諾魯、密克羅尼西亞海岸等海域。

## 深度
水深15至40公尺。

## 特徵
本魚體高而極側扁，外觀卵圓形。背緣，腹緣均隆起，吻短小上下頷約略等長，各有1列尖銳細齒。第一背鰭有硬棘4枚，成長後埋於皮下或消失。臀鰭與第二背鰭略相似；胸鰭成鐮刀狀，胸鰭胸位，成長消失。背鰭硬棘2-6枚、背鰭軟條41-46枚、臀鰭硬棘2枚、臀鰭軟條35-40枚、脊椎骨24個，體長可達55公分。

## 生態
本魚棲息在沿海沙泥底質海域及河口，常群集游動，白天在底部水域，到夜晚則活動在水域表面，以浮游動物為食，生活習性不明。

## 經濟利用
為相當大眾化的食用魚，清蒸、紅燒或煎食。
由於臺灣人逢年過節時，習慣使用白鯧祭祖、圍爐或宴客，造成白鯧價格居高不下，2014年的春節假期，臺灣白鯧的拍賣價都在每公斤新臺幣2,300元，有時甚至高達2,800元，白鯧價格太昂貴，近年來烏鯧與金鯧也受到臺灣消費者的青睞，成為白鯧的代用品。
古時就認為黑鯧遜於白鯧。《諸羅縣志》：「鯧，身扁而短，無鱗。以紫白色者為佳，海魚之貴品。又有黑色者，細鱗，名烏鯧，味少遜。」